# Lindingaspis greeni
Lindingaspis greeni är en insektsart som först beskrevs av Charles Kimberlin Brain och Kelly 1917.  Lindingaspis greeni ingår i släktet Lindingaspis och familjen pansarsköldlöss. Inga underarter finns listade i Catalogue of Life.